# Kostel Nanebevzetí Panny Marie a svatého Václava (Znojmo)
Kostel Nanebevzetí Panny Marie a svatého Václava je kostel a někdejší bazilika při klášteru Louka ve Znojmě.

## Historie

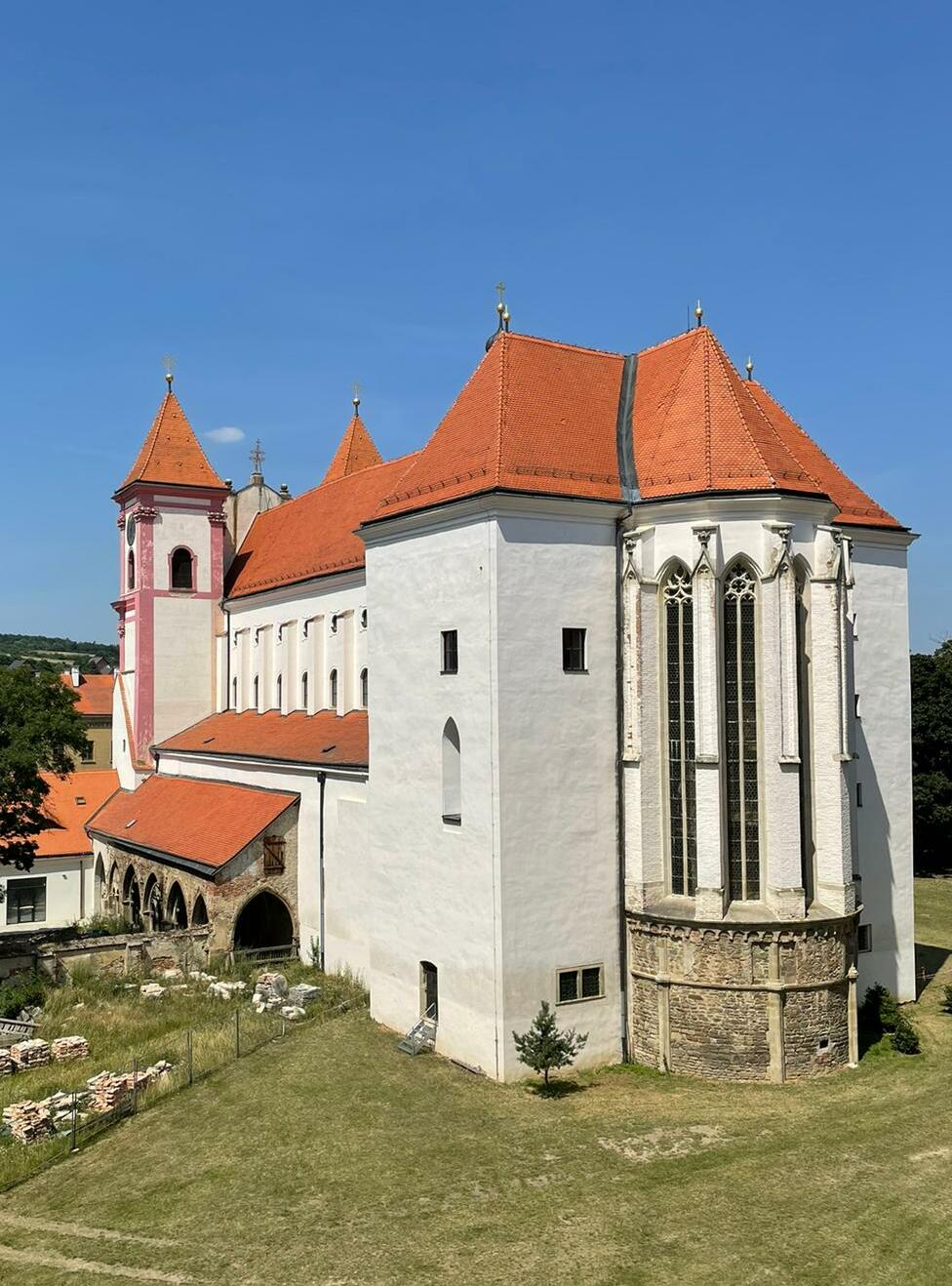
Bazilika Nanebevzetí Panny Marie a svatého Václava

Kostel byl vystavěn v 13. století, při husitských válkách v roce 1425 byl kostel značné poškozen a tak byl v 15. století kostel opravován a přestavěn. Kněžiště bylo zvýšeno a byly postaveny věže v průčelí. V 17. století byl kostel znovu přestavován a opět bylo přebudováno průčelí kostela a boční lodě kostela.

## Varhany
Nejstarší zmínky o varhanní hudbě v premonstrátské bazilice sv. Václava sahají až do konce 15. století, kdy zde na přelomu let 1489 a 1490 pracoval varhanář Řehoř (Gregorius), člen minoritského konventu v Brně. Z toho můžeme usuzovat, že již v té době měl kostel varhany umístěné pravděpodobně v blízkosti presbytáře. V premonstrátském klášteře byla již od doby opata Šebestiána Freytaga z Čepiroh (1533–1585) věnována značná pozornost hudbě. Tehdy byl za účasti Filipa de Monte zřízen hudební seminář. V 18. století vynikl v Louce dirigent P. Blasius Graf, který se svým šestatřicetičlenným orchestrem hrál r. 1723 císaři Karlu VI. Počátky dnešních varhan jsou datovány rokem 1675, kdy byla sjednána smlouva o stavbě nových varhan. Během následujících dvou let postavili varhanáři Nikolaus Christeindl a Bernhard Wollers z Českých Budějovic jednomanuálové varhany za 500 zlatých, stravu a značné množství naturálií, klášter také dodal potřebné dřevo, pergamen a výzdobu. Dispozice varhan dle této smlouvy čítala dvanáct rejstříků v manuálu a dva rejstříky v pedálu, jak je níže uvedeno. Mezi ně patřil i vzácně se vyskytující Salicional 4’ a především Quintadena 8’, která je považována za nejstarší dochovanou na Moravě. V prospektu varhan je umístěn Principal 8’ klasického válcového tvaru. Zařazení tohoto rejstříku do dispozice nebylo v této době samozřejmostí, vyskytoval se jen ve větších kostelích, mezi něž patří i Louka. Varhanní skříň je zdobena pro 17. století typickým boltcovým akantem. Jak píše Jiří Sehnal ve své knize Barokní varhanářství na Moravě, v Louce se boltcový ornament vyskytuje v nejčistší formě. Varhany byly původně laděny o půl tónu výš, v tzv. vyšším kornetovém ladění.
Až kolem poloviny 18. století byly varhany rozšířeny dle Jiřího Sehnala pravděpodobně znojemským varhanářem Ignácem Floriánem Casparidem, a to přístavbou positivu v zábradlí a volným hracím stolem, který byl dříve vsazen do prospektové stěny. Součástí positivu je ve středu umístěný erb patřící louckému opatu Karlu Kratochvíle. Některé rejstříky byly nahrazeny: Salicional 4’ za Salicional 8’, Coppel maior 8’ za Fugaru 4’, Coppel minor za Nashorn 2’, Fleten 8’ za Bordunflöte 8’ a v pedálu byl přidán Violonbaß 16’. Z doby přestavby varhan patrně pochází i měchová soustava. Tři měchy jsou dodnes umístěny za varhanami ve výšce tří metrů nad podlahou kůru s lavicí se třemi šlapadly pro kalkanty. Pravděpodobně během této přestavby či v pozdější době byla horní a dolní labia prospektových píšťal jak v hlavním stroji, tak v positivu pozlacena. Na pozdějších opravách těchto varhan se dle německého zápisu uvnitř positivu podíleli především znojemští varhanáři Josef Silberbauer (r. 1775), Ignatz Reinold (r. 1811), Benedikt Batzl (r. 1860), Franz Kurka (r. 1908) a Karel Zadák ml. (r. 1986). Varhany mají dva manuály a pedál, 21 rejstříků (12 hlavní stroj, 6 positiv, 3 pedál), přetahovací manuálovou spojku a krátkou oktávu jak v manuálu (45 tónů), tak v pedálu (21 tónů). Do dnešní doby se dochovaly téměř v původním stavu, a tak i dnes můžeme obdivovat krásu jejich barokního varhanního zvuku.
| I. Hlavní stroj - Principal 8’ - Quintadena 8’ - Fleten 8’ - Coppel maior 8’ - Octava 4’ - Salicional 4’ - Coppel minor 4’ - Quinta maior 3’ - Super octava 2’ - Quindecima 1 1⁄2’ - Sedecima 1’ - Mixtur 3 fach | Pedál - Subbas 16’ - Octava 8’ | I. Hlavní stroj - Prinzipal 8’ - Quintatön 8’ - Bordunflöte 8’ - Salicional 8’ - Fugara 4’ - Oktav 4’ - Quint 2 2/3’ - Nashorn 2’ - Superoktav 2’ - Quint 1 1/3’ - Sedecima 1’ - Mixtur 3 fach | II. Positiv - Copel 8’ - Flöte 4’ - Prinzipal 4’ - Quint 2 2/3’ - Oktav 2’ - Cymbel 1 1/3’ | Pedál - Violonbaß 16’ - Subbaß 16’ - Oktavbaß 8’ |